# L’Oréal
A L’Oréal-csoport  a világ legnagyobb kozmetikai és szépségápolási cége.
A tőzsdén jegyzett vállalatban tulajdonrésze van az alapító lányának, Liliane Bettencourt-nak és a Nestlének.

## Története

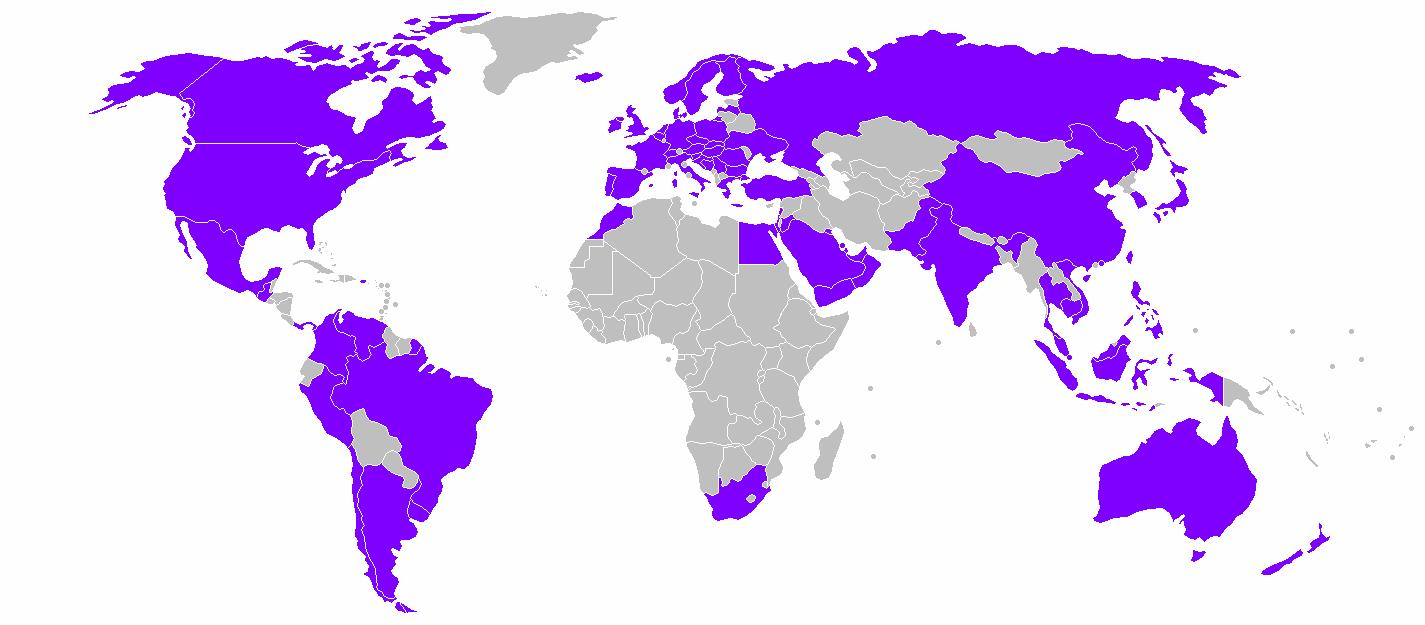
A L’Oréal a világban

Egy fiatal francia kémikus, Eugène Schueller 1907-ben kifejlesztett egy szintetikus hajfestéket, amit Auréole-nak nevezett el. Schueller a termékeit a francia fodrászoknak árusította először. A férfi 1909-ben létrehozta a Société Française de Teintures Inoffensives pour Cheveux-t, a L’Oréal elődjét. A társaság már ekkor fontosnak tartotta a kutatás-fejlesztést a szépség területén. A L’Oréal a kezdetekkor három vegyészt foglalkoztatott, ez mára kétezerre nőtt. Később a vállalat a Lancôme és a Biotherm felvásárlásával a testápolás és parfümök specialistájává vált. A cég a márkakínálatának bővítésével, a L’Oréal termékei a gyógyszertárakban, a parfümériákban és a szupermarketekben is kaphatóvá váltak.
A vállalat 2006. október 17-én megvásárolta The Body Shop kozmetikai társaságot, amit 2017-ben a brazil Natura Cosmeticos SA cég vásárolt fel.

## Termékei (brand-ek)
- Hétköznapi termékek: L'Oreal Paris, Garnier, Maybelline New York, Stylenada, NYX Professional Makeup, Essie, Mixa, Dark&Lovely, Magic Mask, Niely
- Luxustermékek: Lancôme, Kiehl's Since 1851, Armani, Yves Saint Laurent, Biotherm, Helena Rubinstein, Shu Uemura, IT Cosmetics, Urban Decay, Ralph Lauren Fragrances, Mugler, Viktor&Rolf, Valentino, Azzaro, Diesel, Atelier Cologne, Maison Margiela Fragrances, Prada, Cacharel, Yue Sai
- Professzionális termékek: L'Oréal Professionnel Paris, Kérastase, Matrix, Redken, Pureology
- Gyógyszertári kozmetikumok: La Roche-Posay, Vichy, CeraVe, SkinCeuticals, Decléor

## Fordítás
- Ez a szócikk részben vagy egészben  a   L'Oréal című angol Wikipédia-szócikk fordításán alapul.  Az eredeti cikk szerkesztőit annak laptörténete sorolja fel. Ez a jelzés csupán a megfogalmazás eredetét és a szerzői jogokat jelzi, nem szolgál a cikkben szereplő információk forrásmegjelöléseként.